# 刘佩
劉佩（？—344年），五胡十六国時代前燕人物，河間郡人。
劉佩在前燕担任材官将軍。334年二月，在乙連攻打段部，获得勝利。後任玄菟郡太守。
338年五月，後趙君主石虎率兵数十万攻打前燕，郡县諸部多投靠石虎，达三十六城。後趙軍逼近棘城，慕容皝想要棄城撤退，劉佩進言：「今，強寇在外，人心恐惧难安。事情安危，系于一人，大王无可推委，应自我勉励鼓舞将士，不应显示怯弱。今事情危急。臣求出击，即使不能大胜，也能安定人心」。于是率数百騎敢死队出城冲击後趙軍，大有斩获，然后返回。後趙軍士气被挫，城内士气大盛。慕輿根、慕容恪奮战成功击退後趙軍。
344年正月，慕容皝討伐宇文部，以慕容翰为前锋将军，劉佩作为副将。前燕軍大破宇文部軍，滅亡宇文部。乱战中，劉佩、高翊都被流矢射中身亡。其子刘当。